# Microrregión de Irati
La microrregión de Irati es una de las microrregiones del estado brasileño del Paraná perteneciente a la mesorregión Sudeste Paranaense. Su población fue estimada en 2006 por el IBGE en 95.714 habitantes y está dividida en cuatro municipios. Posee un área total de 2.834,182 km².

## Municipios
- Irati
- Mallet
- Rebouças
- Rio Azul

- Datos: Q1990129